# Mesosemia myonia
Mesosemia myonia is een vlindersoort uit de familie van de prachtvlinders (Riodinidae), onderfamilie Riodininae.
Mesosemia myonia werd in 1859 beschreven door Hewitson.